# Ernest Fišer
Ernest Fišer (Zagreb, 2. svibnja 1943. – Varaždin, 7. studenoga 2024.), bio je hrvatski pjesnik, esejist, publicist, književni i likovni kritičar iz Varaždina.

## Životopis
Ernest Fišer rođen je u Zagrebu 1943. godine. Gimnaziju je završio u Varaždinu, a diplomirao je na Filozofskom fakultetu u Zagrebu. Bio je urednik Radio Čakovca, direktor Hrvatskog narodnog kazališta u Varaždinu i urednik u nakladničkoj kući Zrinski u Čakovcu. U književnosti se javlja Pjesmom o majci.
Urednik je časopisa Kolo. Bio je predsjednik ogranka Matice hrvatske u Varaždinu.

## Djela
Nepotpun popis:
- Nagrizeni anđeo (1965.)
- Drugi silazak (1968.)
- Ishodišta (1972.)
- Barokni iluzionizam Ivana Tangera (1977.)
- Morje zvun sebe (1978.)
- Sjeverozapad (1981.)
- Dekantacija kajkaviana: rasprave i kritike o hrvatskom poslijeratnom kajkavskom pjesništvu (1981.)
- Majstori zebnje (1982.)
- Otisci: izabrane i nove pjesme (1989.)
- Varaždinski nocturno (1997.)
- Pohvala tihom slogu: izabrane pjesme : 1960. – 2003. (2013.)
- Macbeth na fajruntu: sabrane i nove kajkavske pjesme, 1978. – 2013. (2013.)
- Doba nevremena: pjesme, 2010. – 2015. (2016.)
- Preludij za anginu pectoris (2017.)
- Korifeji i nastavljači: eseji o hrvatskim književnicima (1967. – 2017.) (2018.)
- Trošenje nade: izabrane pjesme 1959-2019. (2019.)

## Nagrade i priznanja
- 2014.: Poeta oliveatus na svehrvatskoj pjesničko-jezičnoj smotri “Croatia rediviva” u Selcima na otoku Braču.[1]
- 2014. Nagrada "Fran Galović" za zbirku "Macbeth na fajruntu"
- 2015.: 1. nagrada za poeziju Hrvatskoga slova, za pjesničku zbirku Doba nevremena.
- 2017.: Nagrada „Tin Ujević”, za zbirku pjesama Preludij za anginu pectoris.[3]

## Vanjske poveznice
- Životopis na stranicama Matice hrvatske  Arhivirana inačica izvorne stranice od 17. studenoga 2017. (Wayback Machine)
- Bagić, Krešimir. Lokalni idiom i opće teme  Arhivirana inačica izvorne stranice od 7. studenoga 2017. (Wayback Machine), Vijenac, br. 521, 20. veljače 2014.